# Kanton Morne-à-l'Eau-2
Kanton Morne-à-l'Eau-2 was een kanton van het Franse departement Guadeloupe. Kanton Morne-à-l'Eau-2 maakte deel uit van het arrondissement Pointe-à-Pitre en telde 7.029 inwoners (2007).
In 2015 werden de kantons Morne-à-l'Eau-1 en Morne-à-l'Eau-2 samengevoegd tot kanton Morne-à-l'Eau.

## Gemeenten
Het kanton Morne-à-l'Eau-2 omvatte de volgende gemeente:
- Morne-à-l'Eau (deels)